# Robert Petersen (Eisschnellläufer)
Robert Grover Petersen (* 2. September 1914 in Chicago; † 1. Oktober 2000 in West Bend) war ein US-amerikanischer Eisschnellläufer.
Petersen lief in der Saison 1935/36 bei der Mehrkampf-Weltmeisterschaft in Davos auf den fünften Platz und bei den Olympischen Winterspielen 1936 in Garmisch-Partenkirchen auf den 17. Platz über 1500 m und jeweils auf den 11. Rang über 500 m und 5000 m. Seine beste Platzierung bei nationalen Wettbewerben war der zweite Platz bei den Mittelatlantik-Meisterschaften 1936 sowie beim Great Lakes Speed Skating Carnival 1937. Er arbeitete 33 Jahre als Personaldirektor für Tecumseh Products in Wisconsin.

## Persönliche Bestleistungen
| Disziplin | Zeit        | Datum           | Ort                    |
| --------- | ----------- | --------------- | ---------------------- |
| 500 m     | 43,7 s      | 1. Februar 1936 | Davos                  |
| 1500 m    | 2:24,3 min  | 25. Januar 1936 | Garmisch-Partenkirchen |
| 5000 m    | 8:46,5 min  | 25. Januar 1936 | Garmisch-Partenkirchen |
| 10.000 m  | 18:23,6 min | 1. Februar 1936 | Davos                  |